# Garden City (Míchigan)
Garden City es una ciudad ubicada en el condado de Wayne en el estado estadounidense de Míchigan. En el Censo de 2020 tenía una población de 27,380 habitantes y una densidad poblacional de 1.739,19 personas por km².

## Geografía
Garden City se encuentra ubicada en las coordenadas 42°19′28″N 83°20′28″O / 42.32444, -83.34111. Según la Oficina del Censo de los Estados Unidos, Garden City tiene una superficie total de 15.2 km², de la cual 15.2 km² corresponden a tierra firme y (0%) 0 km² es agua.

## Demografía
Según el censo de 2010, había 27692 personas residiendo en Garden City. La densidad de población era de 1.821,77 hab./km². De los 27692 habitantes, Garden City estaba compuesto por el 92.45% blancos, el 3.37% eran afroamericanos, el 0.42% eran amerindios, el 0.85% eran asiáticos, el 0.01% eran isleños del Pacífico, el 0.75% eran de otras razas y el 2.15% pertenecían a dos o más razas. Del total de la población el 3.26% eran hispanos o latinos de cualquier raza.